# Joe Petrosino
Giuseppe Petrosino, aussi appelé Joseph « Joe » Petrosino, né le 30 août 1860 à Padula et assassiné le 12 mars 1909 à Palerme, est un officier américain de la police de New York et un pionnier de la lutte contre le crime organisé.

## Biographie

### Jeunesse
Petrosino est né à Padula, une commune de la province de Salerne, dans le sud de l'Italie, en Campanie. Il est envoyé avec un jeune cousin (Antonio Puppolo) pour vivre avec son grand-père à New York, lequel meurt dans un accident de tramway, laissant les deux jeunes cousins orphelins. Plutôt que d'envoyer les enfants à l'orphelinat, le juge du tribunal des orphelins et des mères porteuses les héberge dans sa propre famille et a subvenu aux besoins des garçons jusqu'à ce que des parents en Italie puissent être contactés et que des dispositions soient prises pour ramener les membres de la famille. En conséquence, Joseph Petrosino et son cousin Anthony Puppolo ont vécu pendant un certain temps avec un ménage irlandais "qui avait des liens politiques , ce qui a ouvert aux immigrants plus récents, surtout italiens, des possibilités de formation et d'emploi pas toujours disponibles. En 1874, le reste de la famille Petrosino émigre vers les États-Unis.
Petrosino épousa la veuve Adelina Saulino (1869-1957), avec laquelle il eut une fille, Adelina Petrosino Burke (1908-2004), qui donna naissance à Susan Burke. 

### Carrière dans la police new-yorkaise
Le 19 octobre 1883, il intègre la police de New York. Il est le premier à parler l'italien dans l'histoire de la police. Mesurant seulement 5 pieds 3 pouces (1,60 m), il a dû obtenir une dérogation à l'exigence de hauteur minimale du ministère. Il est devenu ami avec Theodore Roosevelt, qui était membre du conseil des commissaires de police qui gouvernait le NYPD. Parlant couramment plusieurs dialectes italiens, Petrosino était capable de traiter des cas que d'autres officiers ne pouvaient pas prendre en charge. Sa capacité à résoudre les crimes de la communauté italienne était telle que chaque fois qu'un crime grave se produisait dans cette communauté, ses supérieurs criaient : "Faites venir le Dago".
Le 20 juillet 1895, Roosevelt le promut sergent détective responsable de la Division des homicides. L'apogée de sa carrière est atteint en décembre 1908 lorsqu'il est promu lieutenant et nommé responsable de l'Italian Squad, un corps d'élite de détectives italo-américains réunis spécifiquement pour s'occuper des activités criminelles d'organisations comme la Mafia, que Petrosino considère comme une honte pour les Italiens et Italo-américains. 
Petrosino et son Italian Squad parviennent notamment à mettre fin à un chantage contre le ténor italien Enrico Caruso, qui se produisait au Metropolitan Opera House de New York, et à arrêter les gangsters de La Main Noire (une organisation mafieuse ayant des ramifications en Sicile) qui lui demandaient de l'argent en échange de sa vie. 
Au sein de l'escouade italienne, il s'infiltre également dans une organisation anarchiste basée en Italie, soupçonnée d'avoir des liens avec l'assassinat du roi Umberto Ier en 1900. Au cours de sa mission, il découvre des preuves d'une tentative d'assassinat du président William McKinley, dont il avertit les services secrets. Ignorant l'avertissement, malgré la confirmation des capacités de Petrosino par Roosevelt, qui était alors devenu vice-président des États-Unis, McKinley fut assassiné par Leon Czolgosz lors de sa visite à l'Exposition panaméricaine de Buffalo, le 6 septembre 1901. 
Les enquêtes de Petrosino sur les activités de la mafia l'ont mené à Vito Cascio Ferro, alors un affilié de bas rang de la mafia. En 1903, Petrosino l'arrêta pour meurtre, mais Cascio Ferro fut acquitté. Ferro retourna plus tard en Sicile, où il accéda aux plus haut rang de la mafia sicilienne, avant de devenir le parrain le plus craint de l'île. Cascio Ferro fut plus tard suspecté du meurtre de Petrosino. Petrosino a également enquêté sur la tristement célèbre affaire des "meurtres au tonneau" de 1903.  
En quatre ans, il arrête ou renvoie aux États-Unis plus de 600 criminels italiens. 

### L'assassinat
En 1909, Petrosino avait prévu de se rendre à Palerme, en Sicile, pour une mission secrète. Une loi fédérale récemment adoptée permettait au gouvernement américain d'expulser tout étranger qui vivait dans le pays depuis moins de trois ans s'il avait été condamné pour un crime commis dans un autre pays. Petrosino était armé d'une longue liste de criminels italiens connus qui s'étaient établis aux États-Unis et avait l'intention d'obtenir suffisamment de preuves de leur passé criminel pour les expulser une fois pour toutes du pays. Cependant, Theodore A. Bingham, commissaire de police de New York, a raconté la mission de Petrosino à un journal new-yorkais alors qu'il était à l'étranger. Le 12 mars 1909, après son arrivée à Palerme, Petrosino fut invité à un rendez-vous sur la Piazza Marina pour s'informer sur la mafia de cette ville. En attendant son "informateur", Petrosino est abattu sur la place.
Le lendemain du meurtre de Petrosino, l'Italian Squad du détective reçut une lettre anonyme indiquant que la mafia de New York avait organisé le meurtre. La lettre nommait des membres de la famille Morello : Joe Morello, Vincenzo Terranova, Ciro Terranova, Giuseppe Fontana, Ignazio Milone et Pietro Inzarillo. Cascio Ferro a travaillé avec ces hommes pendant ses trois années à New York, ce qui rend leur participation possible, mais " nous ne saurons probablement jamais avec certitude si la lettre était ou non un canular ". Vito Cascio Ferro a été arrêté pour le meurtre de Petrosino, mais a été libéré après qu'un associé lui ait fourni un alibi. Plus tard (lorsqu'il a été reconnu coupable de meurtre), il aurait prétendu avoir tué personnellement "un homme courageux, pas un ennemi".
Le commissaire de police de Palerme, Baldassare Ceola, a recensé cinq suspects siciliens:
- Pasquale Enea, liens avec la Main Noire à New York
- Giuseppe Fontana, précédemment impliqué dans un meurtre en Sicile et les activités mafieuses à New York
- Gioacchino Lima, précédemment accusé d'un meurtre, beau-frère de Giuseppe Morello
- Ignazio Milone, a travaillé avec Fontana à New York
- Giovanni Pecoraro, liens vers les gangs siciliens et new-yorkais, et Vito Cascio Ferro

Enrico Alfano avait été lié au meurtre de Petrosino car lorsqu'il a commencé à tenir une salle de jeu dans le sous-sol du 108, rue Mulberry ; Alfano est devenu l'une des principales cibles de Petrosino qui le croyait être un membre éminent dans la branche new-yorkaise de la Camorra. Le 17 avril 1907, Petrosino et ses agents faisaient une descente à son domicile du 108 Mulberry Street où Alfano vivait et le faisaient arrêter. L'arrestation avait alors fait sensation à Naples.
L'auteur et historien Mike Dash a identifié les assassins les plus probables comme étant Carlo Costantino et Antonio Passananti. Costantino et Passananti sont morts respectivement à la fin des années 1930 et en mars 1969. En 2014, au cours d'une enquête (sans rapport) menée par la police italienne, un descendant a affirmé que Paolo Palazzotto, un homme de main du réseau criminel Fontana de Palerme, était le véritable assassin, exécutant ce forfait sur les ordres de Cascio Ferro.

### Funérailles et suites
Les funérailles de Petrosino ont lieu à Palerme, après quoi son corps est envoyé à New York à bord du S/S Slavonia, un navire anglais, le 9 avril. Le 12 avril 1909, des funérailles ont eu lieu à nouveau dans la cathédrale Saint-Patrick, et plus de 200 000 personnes ont participé à la procession funèbre. La ville de New York a déclaré le jour de son enterrement jour férié pour permettre à ses citoyens de présenter leurs respects.Un pilier surmonté d'un buste ouvragé, inauguré un an après sa mort, marque sa tombe dans le Queens, New York, au Calvary Cemetery. Plusieurs notables du crime organisé y sont enterrés, dont des membres de la famille criminelle Morello, sur laquelle il a enquêté (par exemple: Giuseppe "Peter" Morello (l'Embrayeur), Ignazio "Lupo le Loup" Lupo (1877-1947) et les frères Terranova (qui reposent dans des tombes nues).
Le 17 juillet 1909, Baldassare Ceola est relevé de ses fonctions de commissaire de police de Palerme et, le même jour, Theodore Bingham quitte ses fonctions de commissaire de police de New York.
La veuve de Petrosino (née en 1869) meurt en 1957. Personne ne sera jamais inquiété pour le meurtre de Joseph Petrosino.

## Postérité

### Hommages
- En 1987, le nom d'un petit parc triangulaire dans le bas de Manhattan a été changé de Kenmare Square à Lieutenant Joseph Petrosino Square en son honneur. Elle est délimitée par Cleveland Place et les rues Lafayette et Kenmare, à deux pâtés de maisons au nord de l'ancien quartier général de la police, au 240, rue Centre, à la jonction des quartiers Little Italy, Nolita et SoHo.
- Il y a également une exposition consacrée à Petrosino au Musée italo-américain, situé au 155 Mulberry Street dans le quartier de Little Italy. L'exposition lui rend hommage en présentant des souvenirs uniques qui témoignent de sa carrière. Il comprend des photographies, un disque 45 tours d'époque, une lettre originale de la mafia, ainsi que des illustrations et une bande dessinée sur sa vie. Un moulage en plâtre du relief original en bronze de la place Petrosino en 2014 a été offert au musée par son créateur, l'artiste Carter Jones.
- Le 12 mars 2003, un petit mémorial (une plaque de laiton gravée sur un poteau) a été érigé sur la Piazza Marina, à Palerme, en souvenir de Petrosino.
- Le Prix Joe Petrosino pour le journalisme d'investigation (en italien : Certosa di Padula Joe Petrosino Prize) a été nommé en son honneur.
- En 2010, la poste italienne a émis un timbre-poste commémorant son 150e anniversaire, avec la statue de la Liberté et le pont de Brooklyn à l'arrière-plan, qui représente Petrosino.

### Dans la culture populaire
- Trois films biographiques ont été réalisés sur la vie de Petrosino, dont : Les Aventures du lieutenant Petrosino (1912) de Sidney M. Goldin ; La Mafia (Pay or Die) (1960), avec Ernest Borgnine ; et The Black Hand (1973), avec Lionel Stander.
- Le personnage du lieutenant Louis Lorelli (J. Carrol Naish) dans The Black Hand (1950), mettant en vedette Gene Kelly, est inspiré de Petrosino.
- Le romancier britannique Frederick Nolan a écrit deux romans basés sur la carrière de Petrosino dans la police de New York : No Place to Be a Cop (1974) et Kill Petrosino ! (1975).
- Petrosino apparaît dans le roman de Laurie Fabiano : Elizabeth Street (2010).
- Le numéro de janvier/février 2010 de Playboy a publié l'article « Petrosino vs. The Black Hand », écrit par le romancier/scénariste James Dalessandro.
- En 2017, le journaliste américain Stephan Talty a écrit The Black Hand, un livre documentaire sur la vie et la carrière de Petrosino.
- L'histoire de Petrosino est discutée dans l'émission de deux heures de History Channel : Godfathers, dans laquelle Mario Cuomo, ancien gouverneur de New York, et Bernard Kerik, ancien commissaire de police de New York, commentent l'histoire.
- Il a fait l'objet de deux téléfilms italiens : Il a été incarné dans Petrosino (mini-série, 1972, mise en scène de Daniele D'Anza) par Adolfo Celi et dans Joe Petrosino par Beppe Fiorello.